# Шибениця (річка)
Шибениця (рос. Шибенница; Б. Ливственная) — річка в Україні, у Білокуракинському й Новопсковському районах Луганської області, права притока Айдару.

## Опис
Довжина річки 14 км, похил річки 4,7  м/км, найкоротша відстань між витоком і гирлом — 11,34  км, коефіцієнт звивистості річки — 1,24 . Площа басейну водозбору 110  км². Річка формується декількома безіменними струмками та 5 загатами. На деяких ділянках річка висихає.

## Розташування
Річка бере початок у селі Олександропіль. Тече переважно на північний схід через Танюшівку і впадає у річку Айдар, ліву притоку Сіверського Дінця.
Населені пункти вздовж берегової смуги: Березівка.